# Arheološko nalazište Lora
Arheološko nalazište Lora je arheološko nalazište u Splitu u kojem je antička nekropola.
Nekropola je građena od 1. do 3. stoljeća.
Pod oznakom P-4502 zavedeno je kao nepokretno kulturno dobro - pojedinačno, pravna statusa preventivno zaštićena kulturnog dobra, klasificirano kao "arheološka baština".

## Vanjske poveznice
- Rimskodobna nekropola u splitskoj Lori (portal Hrčak)